# Athelia pycophila
Athelia pycophila ist eine Ständerpilzart aus der Familie der Gewebehautverwandten (Atheliaceae). Sie bildet resupinate, weißliche und schimmelteppichartige Fruchtkörper auf Laubmoosen aus. Die bekannte Verbreitung der Art beschränkt sich auf Venezuela. Mit einer Blaualge der Gattung Scytonema bildet sie Flechten.

## Merkmale

### Makroskopische Merkmale
Athelia pycophila bildet wie alle Arten aus der Gattung der Gewebehäute (Athelia) weißliche bis gelbliche, dünne Fruchtkörper mit glattem Hymenium und unscheinbarem bis faserigem Ränder aus. Sie sind resupinat, das heißt direkt auf dem Substrat anliegend, und lassen sich leicht von diesem ablösen.

### Mikroskopische Merkmale
Athelia pycophila besitzt eine für Gewebehäute typische monomitisch Hyphenstruktur, das heißt, sie besitzt lediglich generative Hyphen, die dem Wachstum des Fruchtkörpers dienen. Die Hyphen sind hyalin und dünnwandig bis basal leicht dickwandig. Sie besitzen keine Schnallen und sind 4–5 µm breit. Die Art verfügt nicht über Zystiden. Ihre Basidien sind hyalin, 13–16 × 5,5–6,5 µm groß und keulenartig geformt. An der Basis sind sie einfach septiert, sie besitzen vier Sterigmata. Die Sporen des Pilzes sind birnenartig geformt, 5–6,5 × 3,5–4,2 µm groß, glatt und dünnwandig sowie hyalin. Häufig kleben sie aneinander.

## Verbreitung
Die bekannte Verbreitung von Athelia pycophila umfasst lediglich die Typlokalität in den venezolanischen Anden bei Merida.

## Ökologie
Athelia pycophila ist ein Saprobiont, der Laubmoose, wahrscheinlich die Gattung Polytrichum befällt. Mit einer Blaualgenart der Gattung Scytonema bildet sie Flechten aus.